# Ministère des Transports (Algérie)
Pour les autres articles nationaux ou selon les autres juridictions, voir Ministère des Transports.
Le ministère des Transports (arabe : وزارة اﻟﻨﻘﻞ) est l'administration algérienne chargée du domaine des transports entre 1966 et 2016, de 2020 à 2021 et depuis 2021, qui comprend l'ensemble des activités destinées à assurer le transport des personnes et des biens par voie terrestre, routier ou ferroviaire, par voie maritime et par voie aérienne. Il exerçait également ses attributions dans le domaine de la météorologie et des activités qui lui sont directement liées.

## Historique
De 1962 à 1966, le secteur des transports a dépendu successivement du ministère de la Reconstruction, des Travaux publics et des Transports (1962-1964), puis du ministère des Postes et Télécommunications, des Travaux publics et des Transports (1964-1966). Ce n'était qu'une direction centrale de ces deux ministères avec des sous-directions chargées de l'aviation civile, de la marine marchande et des transports terrestres.
En 1966, les attributions en matière de transports sont transférées à Rabah Bitat, alors ministre d'État sans portefeuille. Après la nomination d'Anisse Salah-Bey comme secrétaire général, l'administration centrale du nouveau ministère est installée en 1967 en gardant trois directions relatives à l'aviation civile, la marine marchande et les transports terrestres.

### Siège
Le premier siège fut de 1966 à 1980 au 19 rue Beauséjour (devenue Rabah Midat) à Sidi M'hamed. Depuis 1980,il est situé chemin madelaine hydra et la DGAF à la rue Ahmed Ghermoul (villa Grima) jusqu'en mai 1984 un mois à l'immeuble le Mauretannia et juin 1984 119 rue Didouche Mourad acctuellement,depuis 2004 il se situe au 1 chemin Ibn Badis El-Mouiz (ex-Poirson) à El Biar.

## Organisation et attributions

### Administration centrale
Le ministre dispose d'une administration centrale dont l'organisation est définie par décret
- Le secrétariat général
- L'inspection générale

Les directions opérationnelles du ministère sont :
- La direction générale de la mobilité et de la logistique
- La direction générale de la marine marchande et des ports
- La direction de l’aéronautique et de la météorologie
- La direction de la planification et de la prospective
- La direction de la modernisation, des technologies du numérique et des archives
- La direction de la réglementation, des affaires juridiques et des marchés publics
- La direction de la coopération
- La direction de l’administration générale

### Services déconcentrés

#### Transport terrestre et urbain
Depuis 1990, chaque wilaya est dotée d'une direction des Transports (DTW)

#### Aviation civile
Il existe trois établissements régionaux pour gérer les services aéroportuaires, mis à part celui d'Alger géré par l'EGSIA.
- Établissement de gestion de services aéroportuaires (EGSA)
  - EGSA Alger, EGSA Constantine, EGS Oran

### Écoles
- École nationale de navigation aérienne (ENNA)[5]
- École nationale supérieure maritime (ENSM)
- École technique de formation et d'instruction maritimes de Bejaia (ETFIM)[6]
- École technique de formation et d'instruction maritimes de Mostaganem (ETFIM)[7]
- Institut hydro-météorologique de formation et de recherche d'Oran (IHFR)[8]
- École nationale d'application des techniques terrestres de Batna (ENATT)

### Établissement publics
Le ministère exerce sa tutelle sur un certain nombre d'établissements :
- Office national de la météorologie (ONM)[9]
- Entreprise du Metro d'Alger (EMA)[10]
- Agence nationale d'études et de suivi de la réalisation des investissements ferroviaires (ANESRIF)[11]

### Entreprises sous tutelle

#### Établissements de transport urbain
Sur le modèle de l'Entreprise de transport urbain et suburbain d'Alger (ETUSA), 20 établissements de transports ont été créés dans des chefs-lieux de wilaya.
- En 2004, Entreprise de transport d'Oran (ETO), de Constantine (ETC), d'Annaba (ETA)
- En 2006, ETU Batna, Blida, Tebessa, Tlemcen, Tiaret, Tizi Ouzou, Djelfa, Sétif, Skikda, M'Sila[12]
- En 2009, ETU Chlef, Bejaia, Biskra, Bechar, Jijel, Sidi Bel Abbes, Ghardaia[13]

#### Sociétés de transport de voyageurs
En 1973 les entreprises de transports de voyageurs routiers nationalisées sont regroupées au sein de la Société nationale de transports de voyageurs (SNTV). En 1983, la SNTV est restructurée en créant 5 entités régionales :
- TV Centre (TVC), TV Est (TVE), TV Ouest (TVO), TV Sud-Est (TVSE), TV Sud-Ouest (TVSE)

#### Transport ferroviaire
- Société nationale des transports ferroviaires (SNTF)
- Entreprise nationale de réalisation d’infrastructures ferroviaires (INFRAFER)[14]

#### Sociétés gérées par des SGP
- Société de gestion des participations transports terrestres (SGP Fidber)
  - Société nationale des transports routiers (SNTR)
  - Société de gestion des gares routières d'Algérie (SOGRAL)[15]
- Société de gestion des participations des transports maritimes (SGP Gestramar)[16]
  - Compagnie nationale algérienne de navigation (CNAN Groupe)[17]
  - Entreprise de rénovation navale (ERENAV)[18]
  - Enterprise nationale de transport maritime de voyageurs (ENTMV)[19]
  - Société générale maritime (GEMA)[20]
- Société de gestion des participations des ports (SGP Sogeports)
  - Ports d'Alger, Oran, Annaba, Bejaia, Djendjen, Skikda, Ghazaouet, Tenes, Arzew, Mostaganem